# Garcinia whitfordii
Garcinia whitfordii är en tvåhjärtbladig växtart som beskrevs av Merrill. Garcinia whitfordii ingår i släktet Garcinia och familjen Clusiaceae. Inga underarter finns listade i Catalogue of Life.